# Dikkenek
Dikkenek is een Belgische Franstalige film uit 2006, geregisseerd door Olivier Van Hoofstadt. Zoals in het begin van de film uitgelegd wordt, is 'dikkenek' een Brusselse uitdrukking voor een blaaskaak, een dikdoener, een 'grote mond', een meneer of mevrouw 'ik weet alles'. De film was een commerciële flop bij de lancering, maar kreeg door de videoverkoop na enkele jaren de status van cultfilm.

## Verhaal

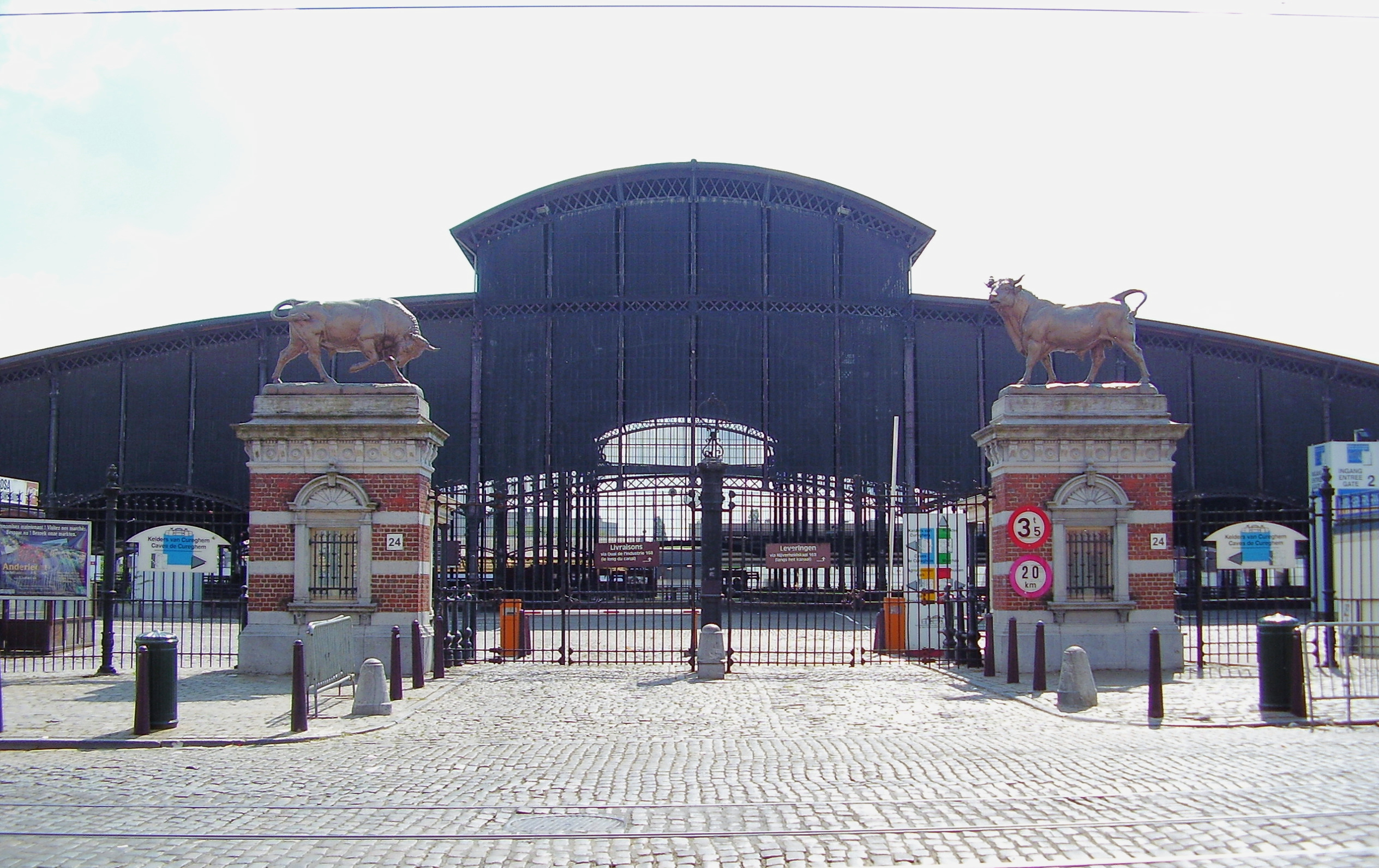
Het slachthuis van Anderlecht waar Claudy de algemeen directeur is, en eerste scene van de film

De dikkenek van de film wordt verpersoonlijkt door J.C. (Jean-Luc Couchard), die er een groot plezier in schept iedereen die zijn pad kruist een lesje te leren. Het personage Claudy Focan (François Damiens), is eveneens een dikkenek.
De film speelt zich voornamelijk af in Brussel en voor een klein deel in Vlaanderen, waar we de gebeurtenissen volgen van J.C., grote mond, leslezer, tasjesdief, die zijn jeugdvriend Stef (Dominique Pinon) wil helpen de liefde van zijn leven te vinden. De liefde die J.C. misschien vindt bij Natacha (Mélanie Laurent), jonge studente zonder echte ambities, die de pech heeft het pad te kruisen van Claudy Focan, perverte liefhebber van peepshows, grote mond, alcoholist, directeur van het slachthuis van Anderlecht en 'kunstfotograaf' in zijn vrije tijd. Stef vind uiteindelijk de liefde met Nadine (Marion Cotillard) vriendin van Natacha, een hysterische onderwijzeres die problemen heeft met "la schnouf" (drugs). Daarnaast ontmoeten we ook een aantal andere personages, onder wie de lesbische politiecommissaris, wapengek en racist Laurence Cochet (Florence Foresti), de autofanaat Greg (Jérémie Renier), die door J.C. inelkaar geslagen wordt, en enkele jongeren. Allen komen op de verjaardag van Fabienne (Marie Kremer), zus van Greg, die op 15 augustus haar 18de verjaardag viert in Het Zoute, waarbij Claudy haar ontmaagding door Aziz filmt.

## Rolverdeling
| Acteur             | Personage       | Rolbeschrijving                                                                    |
| ------------------ | --------------- | ---------------------------------------------------------------------------------- |
| Jean-Luc Couchard  | Jean-Claude     | notoir crimineel                                                                   |
| Dominique Pinon    | Stef            | een jeugdvriend van Jean-Claude                                                    |
| François Damiens   | Claudy Focan    | directeur van het slachthuis van Anderlecht en 'kunstfotograaf'                    |
| Jérémie Renier     | Greg            | play-boy                                                                           |
| Marion Cotillard   | Nadine          | lerares, echtgenote van Dimitry                                                    |
| Mélanie Laurent    | Natacha         | jonge vrouw zonder doel                                                            |
| Catherine Jacob    | Sylvie          | echtgenote van Baudouin, tante en leerhulp van Natacha                             |
| Florence Foresti   | Laurence Cochet | Politiecommissaris, lesbienne                                                      |
| Marie Kremer       | Fabienne        | de zus van Greg, viert haar 18de verjaardag tijdens het verloop van de film        |
| Évelyne Demaude    | Évelyne         | de vriendin van commissaris Laurence, verslaafd aan cocaïne                        |
| Mourade Zeguendi   | Aziz            | klein boefje, kennis van Jean-Claude                                               |
| Olivier Legrain    | Miche           | racistisch caféganger / Marco, garagist die werkt voor Jean-Claude                 |
| Catherine Hosmalin |                 | dikke vrouw 1, caissière in de supermarkt, vrouw van Miche                         |
| Renaud Rutten      | Dimitry         | buurman van Baudouin en Sylvie, bourgeois die gedumpt wordt door Nadine            |
| Guy Staumont       | Baudouin        | zakenman, echtgenoot van Sylvie                                                    |
| Nathalie Uffner    | Daisy           | hostess in de favoriete club van Claudy, medeplichtige van Claudy bij ontvoeringen |
| Claudine Frigant   |                 | dikke vrouw 2, vriendin van de echtgenote van Miche                                |